# Epigrafi gonzaghesche a Castel Goffredo

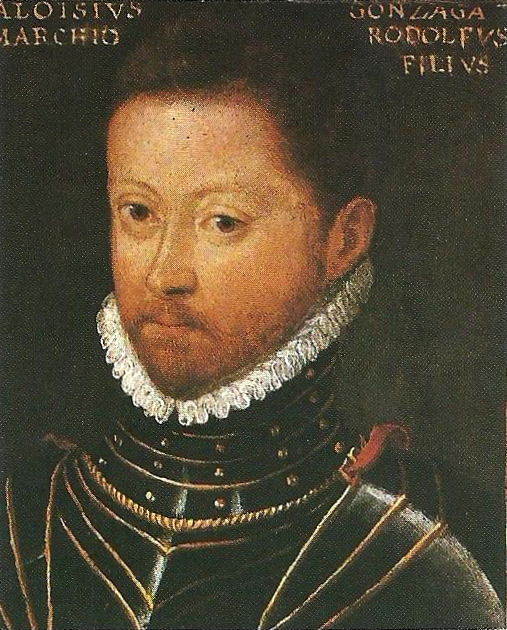
Ritratto di Aloisio Gonzaga

Epigrafi gonzaghesche a Castel Goffredo sono numerose iscrizioni latine risalenti al XVI secolo, scolpite in marmo e collocate nel centro storico di Castel Goffredo durante la dominazione dei Gonzaga sulla città.

## Storia e descrizione
Durante il marchesato di Aloisio Gonzaga, signore di Castel Goffredo dal 1511 al 1549, furono da questi fatte scolpire numerose epigrafi latine in marmo, che vennero collocate alle entrate della fortezza e all'esterno della chiesa di Santa Maria del Consorzio, mausoleo dei Gonzaga di Castel Goffredo.
| Immagine | Epigrafe | Collocazione originaria                    | Collocazione attuale                            | Epoca      | Coordinate                  |
| -------- | --- | ------------------------------------------ | ----------------------------------------------- | ---------- | --------------------------- |

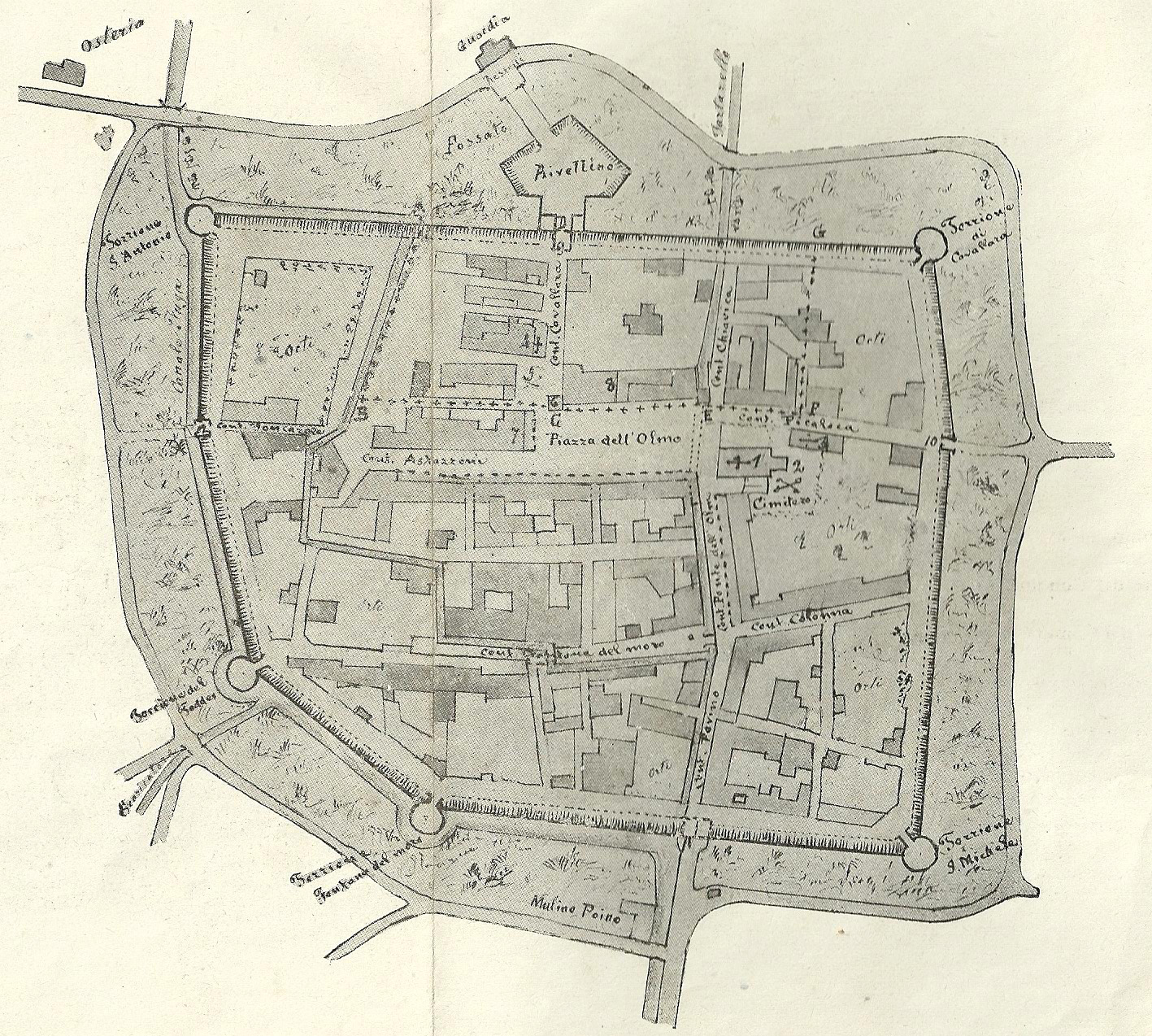
Fortezza di Castel Goffredo all'inizio del Cinquecento

|          | ALOYSIVS RODVLPHI FILIVS | Porta di Sopra del rivellino               | Fianco ovest Torre civica                       | XVI secolo | 45°17′53.48″N 10°28′35.11″E |
|          | NE' SUPERBIA IN LA PROSPERA NE VILTA' IN LA ADVERSA | Porta di Sopra del rivellino               | Fianco est Torre civica                         | XVI secolo | 45°17′53.34″N 10°28′29.21″E |
|          | FVI VT ESTIS ERITIS VT SVM | Chiesa di Santa Maria del Consorzio        | Fianco nord Chiesa prepositurale di Sant'Erasmo | XVI secolo | 45°17′52.26″N 10°28′33.46″E |
|          | EXIVI A PATRE ET VENI IN MVNDVM RELIQVI MVNDVM ET SVM CVM PATRE CETEROS EXPECTANS OMNES | Chiesa di Santa Maria del Consorzio        | Fianco nord Chiesa prepositurale di Sant'Erasmo | XVI secolo | 45°17′52.55″N 10°28′32.3″E  |
|          | CONFISVS IN DEI MISERICORDIA SVB PROTECTIONE CAESARIS ET SACRI IMPERII SERENISSIMIQ VENETORVM DOMINII IN VISCERIBVS DILECTI POPVLI SVI ALOYSIUS GONZAGA MARCHIO HIC MORTVVS QVIESCERE VOLVIT VBI VIVVS NVNQ QVIEVIT | Chiesa di Santa Maria del Consorzio        | Fianco nord Chiesa prepositurale di Sant'Erasmo | XVI secolo | 45°17′52.55″N 10°28′32.3″E  |
|          | QVIA NOMEN TANTVM IN TERRIS ALOYSIVS | Chiesa di Santa Maria del Consorzio        | Facciata Chiesa prepositurale di Sant'Erasmo    | XVI secolo | 45°17′52.58″N 10°28′31.98″E |
|          | IBIMVS - IBITIS - IBVNT | Interno della Porta di Sopra del rivellino | Museo MAST Castel Goffredo                      | XVI secolo | 45°17′51.18″N 10°28′31.73″E |

## Epigrafi scomparse
(Sulla parte esterna del rivellino)
 (Sulla parte esterna del rivellino)
 (Sulla parte esterna del rivellino)
 (Al centro della Porta di Sopra, sulla parte esterna)